# Javier Jáuregui
Javier Jáuregui (* 5. September 1973 in Guadalajara, Jalisco, Mexiko als J. Rogelio Jáuregui Delgado; † 11. Dezember 2013 ebenda) war ein mexikanischer Boxer im Leichtgewicht. 
Am 22. November 2003 trat er gegen den bis dahin ungeschlagenen US-Amerikaner Leavander Johnson (Bilanz 32-3-2) um den vakanten Weltmeistertitel der International Boxing Federation an und siegte einstimmig nach Punkten.
Jauregui zog sich 2010 aus dem Boxsport zurück. Er starb im Alter von nur 40 Jahren nach einem Schlaganfall.